# Danay García
Danay García (La Habana, Cuba, 5 de julio de 1984) es una actriz y modelo estadounidense de origen cubano. Conocida por interpretar a Sofía Lugo en la serie Prison Break  y a Luciana Galvez en Fear the Walking Dead.

## Biografía
Su primera actuación en público fue cuando tenía 17 años, interpretando el papel principal de la obra María Antonia de Eugenio Hernández Espinosa en una producción teatral de La Habana. Cuando emigró a los Estados Unidos, García comenzó a aprender inglés estudiando con profesores expertos en el idioma. Inició su carrera en dicho país apareciendo en comerciales. Posteriormente tomó clases de ballet en la Academia de Baile Debby Allen, mientras continuaba sus estudios de actuación. En 2006, García obtuvo su primer papel cinematográfico en Estados Unidos interpretando a Myra en la película de thriller psicológico Danika. Posteriormente, García participó como estrella invitada en las series CSI: NY y CSI: Miami, obtuvo un papel principal en la película From Mexico With Love luego aterrizó su gran oportunidad cuando le dieron el papel de Sofía Lugo en la serie de televisión de la cadena Fox Prison Break. Durante la Huelga de guionistas en Hollywood de 2007-2008, García logró superar múltiples rondas de audiciones para el papel de la Chica Bond (Bond Girl) Camille Montes en la película Quantum of Solace, pero su participación tuvo que ser descartada debido a una cláusula en su contrato con Fox.
Después de haber tenido éxito en Prison Break, interpretó a Anna en la serie de televisión de A&E The Cleaner, y posteriormente apareció en la película Rehab. Desde 2015, actúa en la serie Fear the Walking Dead de la AMC. En el año 2016 participó en la película Boost junto a Danny Trejo. En 2017, fue la estrella invitada en un episodio de la serie Hawaii Five-0

## Filmografía

### Películas
| Año  | Título                | Personaje       | Notas        |
| ---- | --------------------- | --------------- | ------------ |
| 2006 | Danika                | Myra            |              |
| 2007 | Havana Rush           | Maria           |              |
| 2009 | From Mexico With Love | Maria           |              |
| 2010 | Peep World            | Attractive P.A. |              |
| 2011 | Rehab                 | Michelle Lopez  |              |
| 2011 | Cenizas Eternas       | Elena           |              |
| 2012 | Choices               | Sonora Garcia   | Cortometraje |
| 2012 | Man Up                | Monica          |              |
| 2012 | Liz En Septiembre     | Coqui           |              |
| 2014 | Widows                | Natalie Cruz    |              |
| 2015 | Boost                 | Sheeren Montes  |              |
| 2015 | Beyond Grace          | Sarah           |              |
| 2017 | Sniper: Ultimate Kill | Kate Estrada    |              |
| 2017 | Avenge the Crows      | Loca            |              |

### Series de Televisión
| Año       | Título                | Personaje      | Notas                                                                     |
| --------- | --------------------- | -------------- | ------------------------------------------------------------------------- |
| 2007      | CSI: Miami            | Camille Tavez  | Episodio: "No Man's Land"                                                 |
| 2007–2009 | Prison Break          | Sofía Lugo     | Reparto principal (temporada 3-4); 15 episodios                           |
| 2009      | CSI: NY               | Flora Pollock  | Episodio: "No Good Deed"                                                  |
| 2009      | The Cleaner           | Anna           | Episodio: "Crossing The Threshold"                                        |
| 2013      | Supernatural          | Ellie          | Episodio: "Trial and Error"                                               |
| 2016–2023 | Fear the Walking Dead | Luciana Galvez | Reparto secundario (temporada 2), principal (temporada 3-8); 52 episodios |
| 2017      | Hawaii Five-0         | Elena Sachs    | Episodio: "He Kaha Lu'u Ke Ala, Mai Ho'okolo Aku"                         |

### Videojuegos
| Año  | Título    | Personaje |
| ---- | --------- | --------- |
| 2016 | Mafia III | Alma Diaz |